# Колянур (Кировская область)
Колянур — село в Советском районе Кировской области, административный центр Колянурского сельского поселения. 

## География
Находится на расстоянии примерно 19 километров по прямой на юг-юго-запад от районного центра города Советск.

## История
Известно с 1764 года как село Архангельское с населением 185 человек. В 1802 уже село Калянурское или Архангельское с 4 дворами и населением 16 душ мужского пола. В 1873 году здесь (уже село Калянур) было учтено дворов 20 и жителей 115, в 1905 5 и 28, в 1926 25 и 77, в 1950 23 и 111. В 1989 году отмечен 1181 житель. В селе Архангельская церковь, каменная двухэтажная, построена в 1760 -1764 годах .

## Население
Постоянное население составляло 984 человек (русские 97%) в 2002 году, 891 в 2010.